# Heterostegania
Heterostegania là một chi bướm đêm thuộc họ Geometridae.